# Championnat du monde de beach soccer 2002
Navigation
2001 2003
L'édition 2002 de la coupe du monde de beach soccer est la 8e édition de la compétition qui se déroule conjointement à Vitória et Guarujá au Brésil. L'équipe du Brésil remporte son septième titre.

## Équipes participantes
- Argentine

- Brésil

- Espagne

- France

- Italie

- Portugal

- Thaïlande

- Uruguay

## Déroulement
Les équipes sont divisées en deux groupes de 4 équipes. Les deux premiers de chacun d'entre eux sont qualifiés pour les demi- finale.

## Phase de groupe

### Groupe A
| Équipe    | Pts | J | V | N | D | Bp | Bc | Diff |
| --------- | --- | - | - | - | - | -- | -- | ---- |
| Brésil    | 9   | 3 | 3 | 0 | 0 | 17 | 4  | 13   |
| Thaïlande | 6   | 3 | 2 | 0 | 1 | 9  | 13 | -4   |
| Espagne   | 3   | 3 | 1 | 0 | 2 | 11 | 10 | 1    |
| France    | 0   | 3 | 0 | 0 | 2 | 9  | 19 | -9   |

| 13 janvier 2002 | Brésil | 6–0 | Thaïlande |  |  |
|                 |        |     |           |  |  |

| 14 janvier 2002 | Espagne | 7–2 | France |  |  |
|                 |         |     |        |  |  |

| 15 janvier 2002 | Thaïlande | 5–4 | France |  |  |
|                 |           |     |        |  |  |

| 16 janvier 2002 | Brésil | 4–1 | Espagne |  |  |
|                 |        |     |         |  |  |

| 17 janvier 2002 | Brésil | 7–3 | France |  |  |
|                 |        |     |        |  |  |

| 18 janvier 2002 | Thaïlande | 4–3 | Espagne |  |  |
|                 |           |     |         |  |  |

### Groupe B
| Équipe    | Pts | J | V | N | D | Bp | Bc | Diff |
| --------- | --- | - | - | - | - | -- | -- | ---- |
| Portugal  | 9   | 3 | 3 | 0 | 0 | 20 | 11 | 9    |
| Uruguay   | 6   | 3 | 2 | 0 | 1 | 18 | 10 | 8    |
| Italie    | 3   | 3 | 1 | 0 | 2 | 14 | 16 | -2   |
| Argentine | 0   | 3 | 0 | 0 | 2 | 12 | 27 | -15  |

| 13 janvier 2002 | Italie | 8–6 | Argentine |  |  |
|                 |        |     |           |  |  |

| 14 janvier 2002 | Portugal | 6–3 | Uruguay |  |  |
|                 |          |     |         |  |  |

| 15 janvier 2002 | Portugal | 6–4 | Italie |  |  |
|                 |          |     |        |  |  |

| 16 janvier 2002 | Uruguay | 11–2 | Argentine |  |  |
|                 |         |      |           |  |  |

| 17 janvier 2002 | Portugal | 8–4 | Argentine |  |  |
|                 |          |     |           |  |  |

| 18 janvier 2002 | Uruguay | 4–2 | Italie |  |  |
|                 |         |     |        |  |  |

## Phase finale

### Demi-finales
| 19 janvier 2002 | Portugal | 3–2 | Thaïlande |  |  |
|                 |          |     |           |  |  |

| 19 janvier 2002 | Brésil | 8–4 | Uruguay |  |  |
|                 |        |     |         |  |  |

### Match pour la3eplace
| 20 janvier 2002 | Uruguay | 5–3 | Thaïlande |  |  |
|                 |         |     |           |  |  |

### Finale
| 20 janvier 2002 | Brésil | 6–5 | Portugal |  |  |
|                 |        |     |          |  |  |

## Statistiques

### Classement
| Place              | Équipe    |
| ------------------ | --------- |
| Médaille d'or      | Brésil    |
| Médaille d'argent  | Portugal  |
| Médaille de bronze | Uruguay   |
| 4                  | Thaïlande |
| 5                  | Espagne   |
| 6                  | Italie    |
| 7                  | France    |
| 8                  | Argentine |

### Trophées individuels
- Meilleur joueur :  Neném
- Meilleur buteur :  Neném,  Madjer et  Nico (9 buts)
- Meilleur gardien :  Vilard Normcharoen

## Source
(en) Beach Soccer World Cup 2002 sur rsssf.com